# Nguyễn Filip
Nguyễn Filip (hay Filip Nguyễn, sinh ngày 14 tháng 9 năm 1992) là một cầu thủ bóng đá chuyên nghiệp mang hai quốc tịch Việt – Séc hiện đang thi đấu ở vị trí thủ môn cho câu lạc bộ V.League 1 Công an Hà Nội và đội tuyển bóng đá quốc gia Việt Nam.

## Sự nghiệp câu lạc bộ
Nguyễn Filip từng thi đấu cho các đội trẻ của Loko Vltavín trước khi gia nhập Sparta Praha vào năm 2012.
Vào ngày 20 tháng 10 năm 2013, Filip lần đầu xuất hiện trong đội hình đội một của Sparta, là cầu thủ dự bị trong chiến thắng trên sân nhà tại Giải hạng Nhất Séc trước đối thủ cùng thành phố Dukla Prague. Không có cơ hội được ra sân nên vào năm 2015, anh rời câu lạc bộ để tới SK Union 2013 Nový Bydžov ở giải hạng Ba. Một năm sau, anh chuyển đến Vlašim ở giải hạng Nhì và có trận ra mắt vào ngày 26 tháng 3 khi câu lạc bộ gặp Karviná.
Năm 2016, Filip từng về Việt Nam thử việc tại Thanh Hóa. Tuy nhiên, sau gần 1 tháng anh đã không thể gia nhập đội bóng này vì vướng mắc thủ tục nhập tịch Việt Nam, trong khi Thanh Hóa thì không muốn dùng suất ngoại binh cho vị trí thủ môn. Trở lại Séc, Filip tiếp tục chơi cho Vlašim.
Tháng 2 năm 2018, Filip ký hợp đồng 3 năm với Slovan Liberec. Mùa giải 2018–19, anh trở thành thủ môn số một của đội và ra sân 25 lần tại giải vô địch quốc gia, giữ sạch lưới 12 trận và nhiều lần được bầu chọn vào đội hình tiêu biểu. Mùa giải 2020-21, anh thi đấu tổng cộng 7 trận (bao gồm vòng loại) tại Europa League và giữ sạch lưới 3 trận.
Mùa giải 2021-22, Filip chuyển đến 1. FC Slovácko dưới dạng cho mượn với thời hạn 1 năm (sau đó được Slovácko mua đứt). Tại Giải hạng Nhất Séc 2022-23, anh là thủ môn có nhiều trận giữ sạch lưới nhất với 11 trận.
Ngày 17 tháng 1 năm 2023, Nguyễn Filip bất ngờ xuất hiện trên cơ sở dữ liệu của VPF. Theo đó, anh khoác áo số 1 của Công An Hà Nội. Tuy vậy, thương vụ phải hoãn lại vì Slovácko không kịp tìm được người thay thế.
Ngày 26 tháng 6 cùng năm, Nguyễn Filip chính thức gia nhập Công An Hà Nội theo dạng chuyển nhượng tự do. Hợp đồng của anh với đội bóng có thời hạn ba năm, kèm điều khoản ưu tiên gia hạn. Anh ra mắt câu lạc bộ tại V.League 1 vào ngày 2 tháng 7, trong trận thua 0–1 trước SHB Đà Nẵng tại Sân vận động Hòa Xuân. Mùa giải đầu tiên của Filip với đội bóng ngành công an đã kết thúc thành công khi họ giành chức vô địch quốc gia.

## Sự nghiệp quốc tế
Nguyễn Filip đủ điều kiện để thi đấu cho hai đội tuyển quốc gia: Cộng hòa Séc hoặc Việt Nam.
Vào tháng 9 năm 2020, Filip lần đầu được gọi lên đội tuyển Cộng hòa Séc để tham dự UEFA Nations League ở trận đấu với đội tuyển Scotland vào ngày 7 tháng 9. Tuy nhiên, do đội hình trước đó của Cộng hòa Séc được xét nghiệm dương tính với SARS-CoV-2, tất cả cầu thủ lẫn ban huấn luyện từng đấu với đội tuyển Slovakia vào ngày 4 tháng 9 đều bị thay thế hết.
Tháng 3 năm 2021, Filip tiếp tục được gọi vào đội tuyển Cộng hòa Séc để tham gia trận đấu trong khuôn khổ vòng loại World Cup 2022 trước đội tuyển Bỉ. Điều này xảy ra do sự vắng mặt của hai thủ môn được đề cử ban đầu, Ondřej Kolář bị chấn thương và Jiří Pavlenka không thể đến Séc do phải tuân thủ quy tắc cách ly bắt buộc kéo dài 14 ngày. Trong trận đấu này, Filip chỉ ngồi trên băng ghế dự bị, bắt chính toàn bộ trận đấu là thủ môn Tomáš Vaclík.
Ngày 6 tháng 12 năm 2023, câu lạc bộ Công An Hà Nội thông báo Nguyễn Filip chính thức có quốc tịch Việt Nam, đồng nghĩa với việc anh hoàn toàn có thể ra sân cho đội tuyển quốc gia Việt Nam.
Nguyễn Filip có tên trong danh sách sơ bộ 50 cầu thủ được triệu tập lên đội tuyển Việt Nam trước thềm Asian Cup 2023. Anh là sự lựa chọn số 1 trong 3 thủ môn được huấn luyện viên Philippe Troussier triệu tập trong danh sách rút gọn 30 cầu thủ sau khi thủ môn Đặng Văn Lâm dính chấn thương và không thể tham dự giải đấu. Filip đã có lần đầu tiên ra sân trong màu áo đội tuyển quốc gia trong trận thua giao hữu 1–2 trước Kyrgyzstan vào ngày 9 tháng 1 năm 2024. Anh đã chơi trong cả ba trận đấu của Việt Nam tại vòng chung kết AFC Asian Cup 2023.
Tại ASEAN Cup 2024, Nguyễn Filip chỉ là sự lựa chọn thứ hai của huấn luyện viên Kim Sang-sik sau Nguyễn Đình Triệu, anh thi đấu trong hai trận vòng bảng gặp Indonesia và Philippines. Sau khi đánh bại Thái Lan ở trận chung kết, Việt Nam đã lần thứ ba vô địch giải đấu trong lịch sử.

## Đời sống cá nhân
Nguyễn Filip có bố là người Việt Nam và mẹ là nguời Séc. Bố của anh đến từ Hải Phòng. Anh cùng chị gái sinh ra và lớn lên tại Praha, Tiệp Khắc (nay là Cộng hòa Séc).
Filip từng tiết lộ rằng bản thân anh không biết tiếng Việt cho đến trước khi về Việt Nam chơi bóng.
Tháng 8 năm 2021, Filip kết hôn với bạn gái Aneta Ngô sau 5 năm hẹn hò. Họ đã có một cậu con trai tên là Filip Jr (sinh tháng 1 năm 2021).

## Thống kê sự nghiệp
Tính đến ngày 26 tháng 12 năm 2023
| Câu lạc bộ          | Mùa giải            | Giải đấu                       | Giải đấu | Giải đấu | Cúp quốc gia | Cúp quốc gia | Châu lục | Châu lục | Khác | Khác | Tổng cộng | Tổng cộng |
| Câu lạc bộ          | Mùa giải            | Giải đấu                       | Trận     | Bàn      | Trận         | Bàn          | Trận     | Bàn      | Trận | Bàn  | Trận      | Bàn       |
| ------------------- | ------------------- | ------------------------------ | -------- | -------- | ------------ | ------------ | -------- | -------- | ---- | ---- | --------- | --------- |
| Sparta Prague       | 2013–14             | Czech First League             | 0        | 0        | 0            | 0            | 0        | 0        | 0    | 0    | 0         | 0         |
| Sparta Prague       | 2014–15             | Czech First League             | 0        | 0        | 0            | 0            | 0        | 0        | 0    | 0    | 0         | 0         |
| Sparta Prague       | Tổng cộng           | Tổng cộng                      | 0        | 0        | 0            | 0            | 0        | 0        | 0    | 0    | 0         | 0         |
| Vlašim              | 2015–16             | Czech National Football League | 2        | 0        | 0            | 0            | —        | —        | 0    | 0    | 2         | 0         |
| Vlašim              | 2016–17             | Czech National Football League | 26       | 0        | 1            | 0            | —        | —        | 0    | 0    | 27        | 0         |
| Vlašim              | 2017–18             | Czech National Football League | 15       | 0        | 1            | 0            | —        | —        | 0    | 0    | 16        | 0         |
| Vlašim              | Tổng cộng           | Tổng cộng                      | 43       | 0        | 2            | 0            | —        | —        | 0    | 0    | 45        | 0         |
| Slovan Liberec      | 2017–18             | Czech First League             | 2        | 0        | 1            | 0            | —        | —        | 0    | 0    | 3         | 0         |
| Slovan Liberec      | 2018–19             | Czech First League             | 26       | 0        | 4            | 0            | —        | —        | 0    | 0    | 30        | 0         |
| Slovan Liberec      | 2019–20             | Czech First League             | 33       | 0        | 1            | 0            | —        | —        | 0    | 0    | 34        | 0         |
| Slovan Liberec      | 2020–21             | Czech First League             | 16       | 0        | 2            | 0            | 7        | 0        | 0    | 0    | 25        | 0         |
| Slovan Liberec      | Tổng cộng           | Tổng cộng                      | 77       | 0        | 8            | 0            | 7        | 0        | 0    | 0    | 92        | 0         |
| Slovácko            | 2021–22             | Czech First League             | 26       | 0        | 2            | 0            | 2        | 0        | 0    | 0    | 30        | 0         |
| Slovácko            | 2022–23             | Czech First League             | 34       | 0        | 3            | 0            | 9        | 0        | 0    | 0    | 46        | 0         |
| Slovácko            | Tổng cộng           | Tổng cộng                      | 60       | 0        | 5            | 0            | 11       | 0        | 0    | 0    | 76        | 0         |
| Công an Hà Nội      | 2023                | V.League 1                     | 8        | 0        | 1            | 0            | —        | —        | —    | —    | 9         | 0         |
| Công an Hà Nội      | 2023–24             | V.League 1                     | 25       | 0        | 2            | 0            | —        | —        | 1    | 0    | 28        | 0         |
| Công an Hà Nội      | 2024–25             | V.League 1                     | 9        | 0        | 0            | 0            | —        | —        | 2    | 0    | 11        | 0         |
| Công an Hà Nội      | Tổng cộng           | Tổng cộng                      | 42       | 0        | 3            | 0            | 0        | 0        | 3    | 0    | 48        | 0         |
| Tổng cộng sự nghiệp | Tổng cộng sự nghiệp | Tổng cộng sự nghiệp            | 224      | 0        | 18           | 0            | 18       | 0        | 3    | 0    | 263       | 0         |

1. ↑  Số lần ra sân tại UEFA Europa League
2. ↑  Số lần ra sân tại UEFA Europa Conference League
3. ↑  Hai lần ra sân tại UEFA Europa League, bảy lần ra sân tại UEFA Europa Conference League
4. ↑  Số lần ra sân tại Siêu cúp bóng đá Việt Nam
5. ↑  Số lần ra sân tại ASEAN Club Championship

### Quốc tế
Tính đến 15 tháng 12 năm 2024
| Đội tuyển quốc gia | Năm       | Trận | Bàn |
| ------------------ | --------- | ---- | --- |
| Việt Nam           | 2024      | 11   | 0   |
| Tổng cộng          | Tổng cộng | 11   | 0   |

## Danh hiệu
Slovácko
- Czech Cup: 2021–22

Công an Hà Nội
- V.League 1: 2023
- Cúp Quốc gia: 2024–25
- Siêu cúp Quốc gia: 2025

Việt Nam
- Giải vô địch bóng đá ASEAN: 2024